# Siegerlandhalle

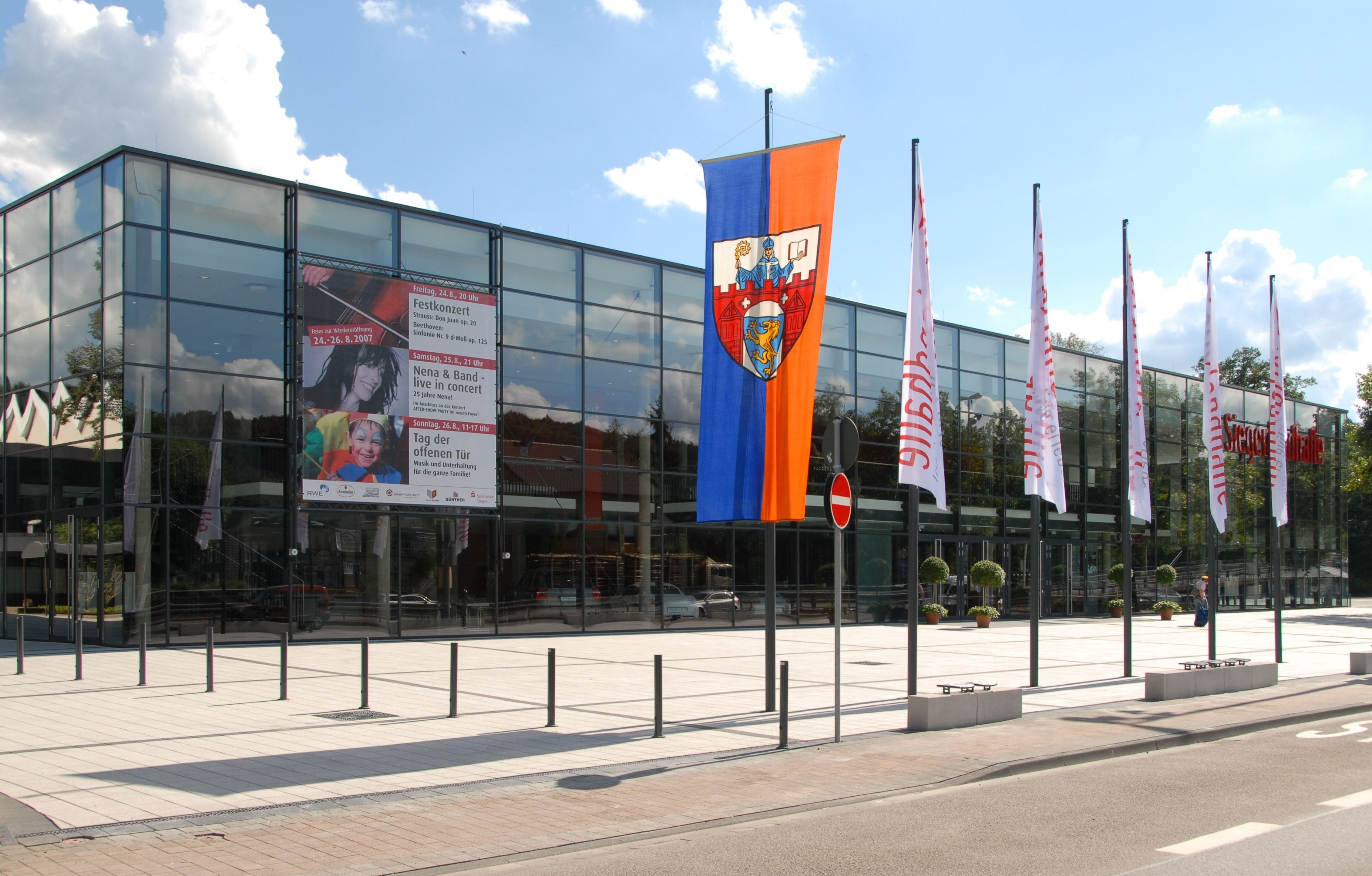
Die Siegerlandhalle nach dem Umbau

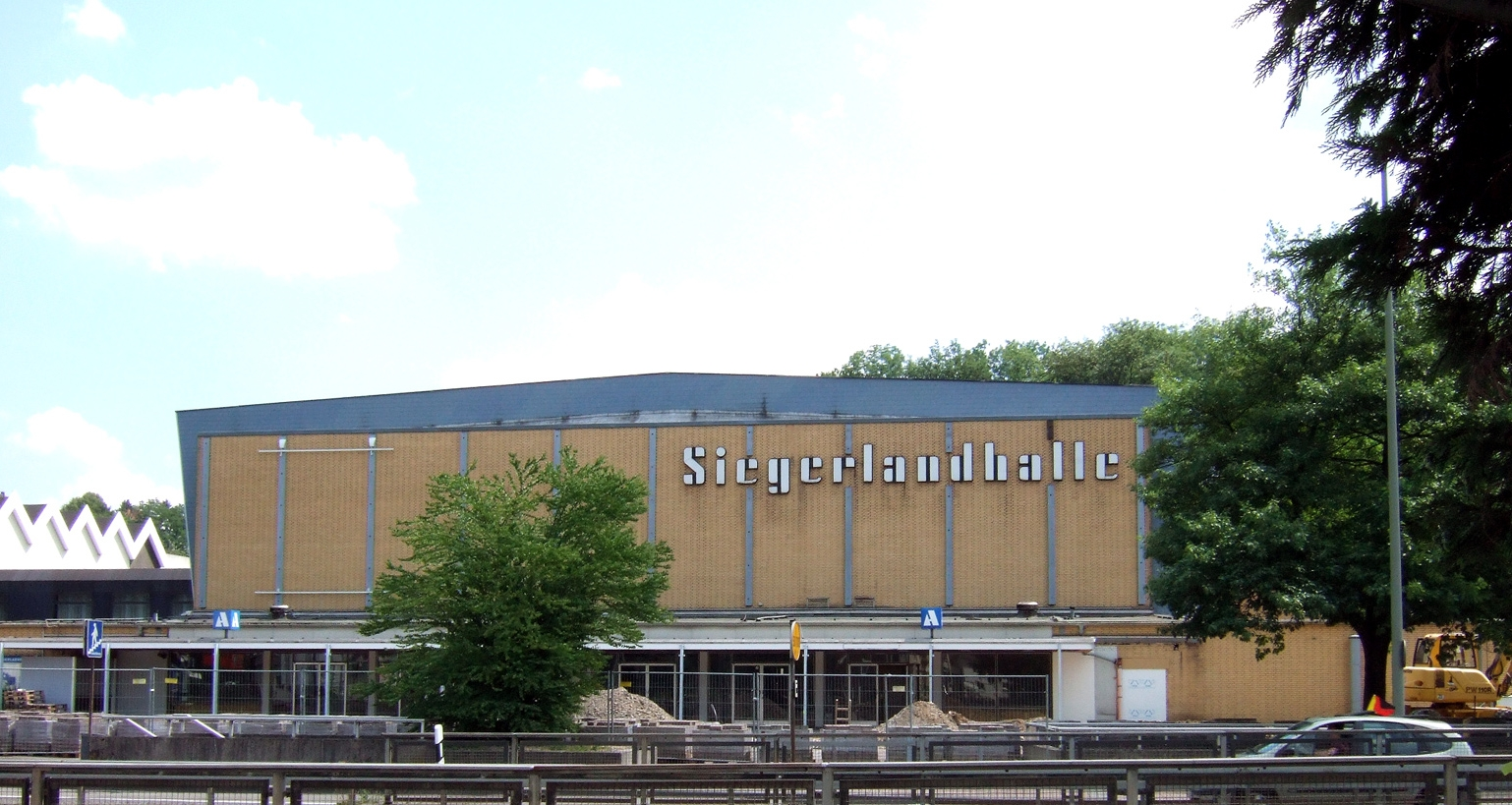
Foyer und Großer Saal während der Modernisierung

Die Siegerlandhalle ist ein seit 1961 bestehendes Veranstaltungszentrum in der nordrhein-westfälischen Stadt Siegen. In einem Umkreis von knapp 40 Kilometern ist sie die größte Einrichtung dieser Art für Tagungen, Kongresse, Konzerte, Ausstellungen und Feierlichkeiten.

## Geschichte
Der Gebäudekomplex der Siegerlandhalle steht südwestlich der Siegener Innenstadt auf einem Eintracht genannten Areal. In den 1850er-Jahren hatte der Siegener Wohltäter und Industrielle Leonhard Gläser dieses Flurstück erworben, um dort einen öffentlichen Park, einen zoologischen Garten, Sportanlagen und andere Freizeiteinrichtungen anlegen zu lassen. Gläser übertrug das Areal mit den Einrichtungen im Jahr 1868 testamentarisch einer Stiftung; die Stadt Siegen erhielt den Stiftungsauftrag.
Das Kernstück mit Foyer und dem später so benannten Großen Saal wurde von 1959 bis 1961 auf dem Eintracht-Gelände am Rand der Siegener Innenstadt errichtet, in unmittelbarer Nähe einer Zubringerstraße zur  Bundesautobahn 45. Offiziell eröffnet wurde die Siegerlandhalle am 15. März 1961. Zu diesem Zeitpunkt war sie einer der zehn größten Hallenkomplexe in der Bundesrepublik Deutschland. Nach Fertigstellung des heutigen Großen Saals wurde das Veranstaltungszentrum stetig um weitere Gebäudeteile vergrößert und besteht seitdem aus zehn Sälen sowie einem kompletten Gastronomie-Bereich inklusive Hotel. Die Nutzfläche beträgt rund 5.000 m².
Zwischen Ende Juni 2006 und Anfang August 2007 wurden das Foyer und der Große Saal modernisiert und erweitert. Seit Abschluss der Baumaßnahme stehen im Großen Saal 2.400 Sitzplätze beziehungsweise 4.300 Stehplätze zur Verfügung. Das Foyer wurde um 1.000 m² vergrößert. Die Kosten beliefen sich auf etwa 8,5 Millionen Euro.

## Sonstiges
- Aus der Siegerlandhalle wurde am 14. März 1968 die erste Ausgabe der Fernsehsendung Starparade mit Moderator Rainer Holbe gesendet. Der Musiker und Bandleader James Last hatte in der Sendung seinen ersten Fernsehauftritt.
- Vom 5. bis 27. September 1970 fand in der Siegerlandhalle die 19. Schacholympiade mit Boris Spasski und Bobby Fischer statt, den beiden Großmeistern ihrer Zeit.[2]
- In der Halle sowie auf dem Außengelände fand bis 2008 alle zwei Jahre die Siegerlandausstellung (SILA) statt.[3]